# Palotunturi (kulle i Östra Lappland, lat 66,25, long 27,60)
Palotunturi är en kulle i Finland.   Den ligger i den ekonomiska regionen  Östra Lapplands ekonomiska region  och landskapet Lappland, i den norra delen av landet, 700 km norr om huvudstaden Helsingfors. Toppen på Palotunturi är 394 meter över havet.
Terrängen runt Palotunturi är huvudsakligen platt. Palotunturi är den högsta punkten i trakten. Trakten runt Palotunturi är nära nog obefolkad, med mindre än två invånare per kvadratkilometer.